# Vandemere, North Carolina
Vandemere, North Carolina (енгл. Vandemere) град је у америчкој савезној држави Северна Каролина.

## Демографија
По попису из 2010. године број становника је 254, што је 35 (-12,1%) становника мање него 2000. године.
| Група             | 2000.       | 2010.       |
| Белци             | 128 (44,3%) | 117 (46,1%) |
| Афроамериканци    | 153 (52,9%) | 116 (45,7%) |
| Азијати           | 0 (0,0%)    | 1 (0,4%)    |
| Хиспаноамериканци | 6 (2,1%)    | 12 (4,7%)   |
| Укупно            | 289         | 254         |